# ماركو روخاس
ماركو رودريغو روخاس (بالإسبانية: Marco Rodrigo Rojas)‏ وهو لاعب كرة قدم نيوزلندي في مركز الجناح والوسط المهاجم ولد في يوم 5 نوفمبر 1991 في مدينة هاملتون في وايكاتو في نيوزيلندا، يلعب حالياً مع نادي ثون في سويسرا كمعار من نادي شتوتغارت في ألمانيا وسبق له اللعب مع نادي غرويتر فورت ونادي ملبورن فيكتوري لكرة القدم في أستراليا ونادي ويلنغتون فينيكس في نيوزلندا و نادي وايكاتو يونايتد ونادي هاملتون واندرز ولعب مع منتخب نيوزيلندا لكرة القدم ويبلغ طوله 168 سم.

## روابط خارجية
- ماركو روخاس على موقع الاتحاد الدولي (مؤرشف)  (الإنجليزية)
- ماركو روخاس على موقع قاعدة بيانات كرة القدم.إي يو (الإنجليزية)
- ماركو روخاس على موقع ليكيب (الفرنسية)
- ماركو روخاس على موقع ناشيونال فوتبول تيمز (الإنجليزية)
- ماركو روخاس على موقع Soccerway.com (الإنجليزية)
- ماركو روخاس على موقع عالم كرة القدم.نت (الإنجليزية)
- ماركو روخاس على موقع أوليمبيديا (الإنجليزية)
- ماركو روخاس على موقع اللجنة الأولمبية النيوزيلندية (الإنجليزية)
- ماركو روخاس على موقع AS.com (الإسبانية)